# Wanda von Bartels

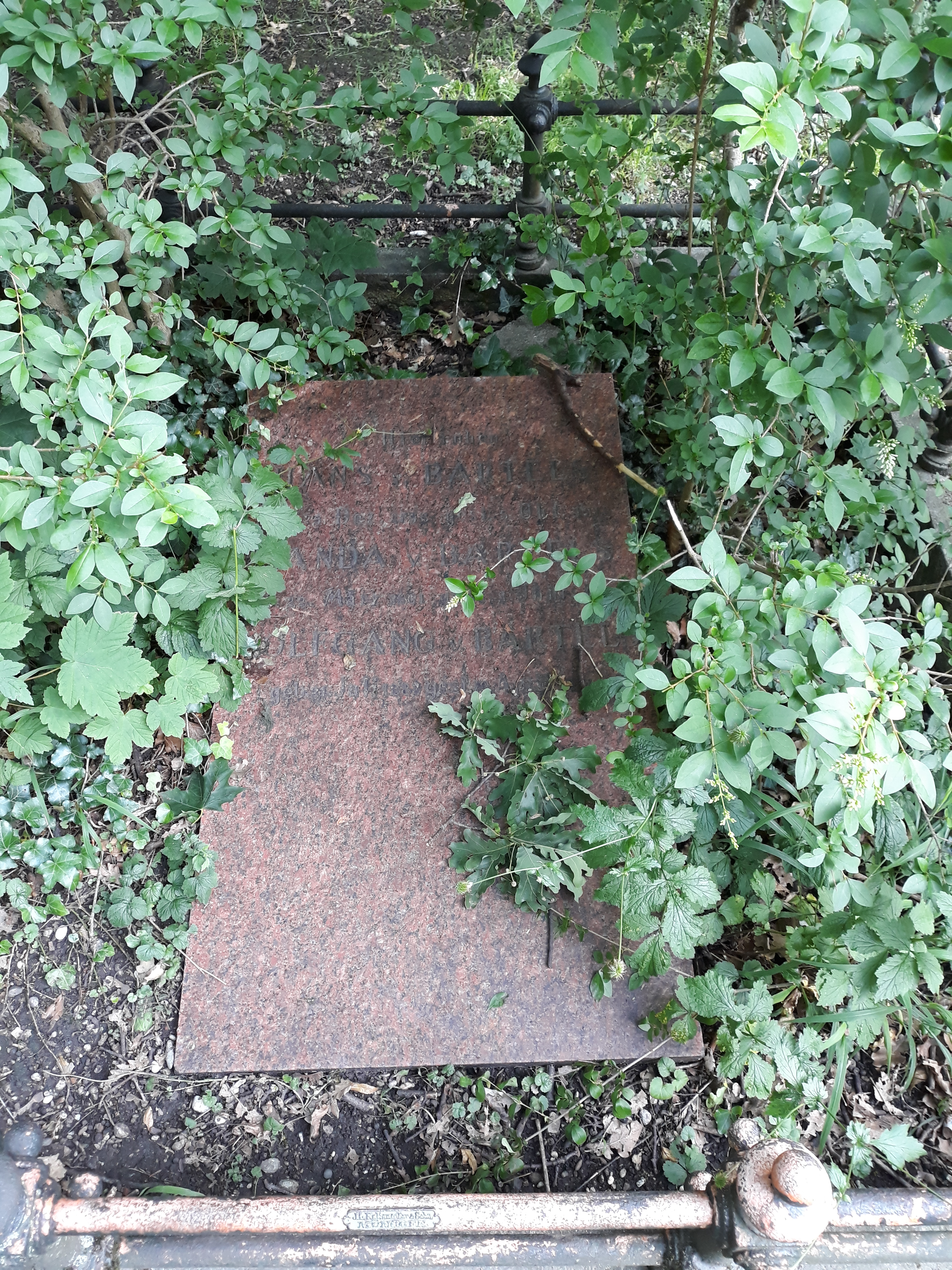
Das Grab von Wanda von Bartels und ihrem Ehemann Hans auf dem Alten Nördlichen Friedhof München

Wanda von Bartels, geb. Grohs (* 22. März 1861 in Düsterwalde, Ostpreußen; † 1. Juni 1921 in München) war eine deutsche Schriftstellerin.

## Leben
Wanda Grohs war eine Tochter des Rittergutsbesitzers Hermann Grohs und der Marie von Schleussing, sie hatte jüngere Geschwister. Sie wuchs auf dem Rittergut Düsterwalde auf, wurde von Hauslehrern unterrichtet und erhielt von ihrer Mutter Musikstunden. Sie heiratete 1882 den Aquarellmaler Hans von Bartels. Sie zog mit ihrem Mann nach Hamburg und schließlich siedelten sie 1885 nach München über, wo sie 1921 starb.
Ab 1882 veröffentlichte sie in verschiedenen Zeitschriften, schrieb Novellen und Schauspiele.
Das Paar hatte drei Kinder, den Sohn Wolfgang (1883–1938) und die Töchter Wanda Marie Annette Ingeborg (1884–1968) sowie Wera (1886–1922).

## Werke
- 1897: Aus dem Sonnenflimmern (Novelletten, 2. Auflage 1900)
- 1900: Die Hölle (Schauspiel)